# Paul Cox
Paul Cox, właśc. Paulus Henrique Benedictus Cox (ur. 16 kwietnia 1940 w Venlo w Holandii, zm. 18 czerwca 2016 w Brisbane w Australii) – australijski reżyser, scenarzysta i producent filmowy pochodzenia holenderskiego.

## Życiorys
Pierwotnie zajmował się fotografią. W 1965 wyjechał do Australii i rozpoczął pracę nad swoim pierwszym filmem, krótkometrażowym Matuta: An Early Morning Fantasy (1965); przez następną dekadę nagrał kilka kolejnych filmów krótkometrażowych i wykładał w Prahran College of Advanced Education w Melbourne. W 1976 ukazał się jego pierwszy film fabularny, Illuminations.
Zmarł 18 czerwca 2016 w wieku 76 lat. Jego dorobek obejmuje 19 filmów fabularnych i 12 dokumentalnych.
Uznawany był za jednego z najciekawszych twórców obszaru Pacyfiku (Pacific Rim).

## Filmografia
- Force of Destiny (2015), scenariusz i reżyseria[2]
- Human Touch (2004)[1]
- Niżyński (The Diaries of Vaslav Nijinsky, 2001[1]) – scenariusz, reżyseria i zdjęcia
- Niewinność (Innocence, 2000[1]) – scenariusz i reżyseria
- Molokai – historia ojca Damiana (Molokai: The Story of Father Damien, 1999[1]) – reżyseria
- Zemsta i pożądanie (Lust and Revenge, 1996[1]) – scenariusz i reżyseria
- Wygnanie (Exile, 1994[1]) – scenariusz, reżyseria i produkcja
- Opowieść o kobiecie (A Woman’s Tale, 1991) – scenariusz, reżyseria i produkcja
- Vincent. Życie i twórczość Vincenta van Gogha (Vincent – The Life and Death of Vincent van Gogh, 1987[1]) – scenariusz, reżyseria i zdjęcia
- Moja pierwsza żona (My First Wife, 1984[1])
- Kwiaty jego życia (Man of Flowers, 1983[1]) – scenariusz, reżyseria i produkcja